# Seututie 259
Pour les articles homonymes, voir Route 259.
La route régionale 259 (finnois : Seututie 259) est une route régionale allant de Mouhijärvi à Sastamala jusqu'à Lavia à  Pori  en Finlande,,.

## Présentation
La seututie 259 est une route régionale de Satakunta et de Pirkanmaa.

## Parcours
- Sastamala
  - Mouhijärvi,
  - Suodenniemi
- Pori
  - Lavia,